# 이우신
이우신(1959년 10월 22일 ~ )은 대한민국의 남자 성우이다. 1979년 연극 배우로 활동하다가 1983년 MBC 9기 공채 성우로 데뷔했다.

## 출연 작품

### 만화
- 금발의 제니 (MBC)
- 보거스는 내 친구 (MBC) - 두더지
- 로봇수사대 K캅스 (MBC) - 듀크
- 부메랑 파이터 (MBC) - 카리스마 데빌
- 비스트워즈 (MBC) - 라이녹스
- 소년기사 라무 (MBC) - 댄디
- 신비한 바다의 나디아 (MBC) - 네모 선장, 메이빌 함장
- 로봇 축구 (EBS) - 덩치, 왕손, 키커
- 하얀 낙타 (SBS) - 발타자
- 컴퓨터형사 가제트 (MBC) - 배넘 교수
- 타이의 대모험 (SBS) - 바란
- 달려라 부메랑 (SBS)
- 팬텀 2040 (MBC) - 그래프
- 꼬마용 타발루가 (대교) - 악토스
- 은하순찰대 (MBC)
- 유령대소동 (MBC)
- 우주보안관 장고 (MBC)
- 스모기 (MBC)
- 용감한 죠리 (MBC)
- 스탈라의 마법여행 (MBC)
- 철인 28호 FX (MBC)
- 헝그리 베스트5 (KBS) - 김인 감독
- 요술공주 밍키 (SBS) - 복슬이, 조 프레이저, 보턴 대령, 모건 대령, 경찰서장
- 거북이 특공대 (SBS)
- 플리퍼와 로파카 (대교) - 덱스터
- 마법의 술 (애니원) - 부보닉
- 헌터X헌터 (애니원) - 사부
- 로봇카니발 (애니원)
- 은하영웅 사이버트론 (SBS) - 하이드
- 키다리 아저씨 (MBC)
- 무적의 실버호크 (MBC)
- 피터팬의 모험 (MBC)
- 우주용사 다이노서 (MBC) - 칼로, 보네드
- 도전자 허리케인 (MBC)
- 동물 보물섬 (MBC)
- 발리언트 (MBC) - 벅시
- 에어리어 88 (애니맥스) - 마코이
- 사이버시티 오에도 808 (투니버스) - 슈레겔
- 탐정학원 Q (투니버스) - 오무로
- 명탐정 코난 (투니버스) - 김대용, 김복현
- 몬스터 (투니버스) - 막스
- 구름처럼 바람처럼 (투니버스) - 평치
- 기신병단 (투니버스) - 고토
- 그림명작동화 (MBC)
- 비스트워 네오 (SBS) - 드랜크론
- 명탐정 코난: 진홍의 연가 (극장판) - 김대용

### TV 드라마
- 《야인시대》 (SBS) - 판사 / 김효석 / 김형근 역
- 《제5공화국》 (MBC) - 김병수 역
- 《서동요》 (SBS) - 진려 역
- 《패션왕》 (SBS) - 판사 역
- 《추적자 THE CHASER》 (SBS) - 재판장 역
- 《이산》 (MBC) - 이판 대감 역
- 《지붕뚫고 하이킥》 (MBC) - 세호 소설 속 신부 역 (특별출연)
- 《신기생뎐》 (SBS) - 마 비서 역
- 《사랑했나봐》 (MBC) - 의사 역
- 《구암 허준》 (MBC)
- 《사건번호 113》 (SBS) - 판사 역
- 《궁중잔혹사: 꽃들의 전쟁》 (JTBC)
- 《드라마스페셜 - 마귀 - 파발, 지옥을 달리다》 (KBS2)
- 《황금 무지개》 (MBC)
- 《별에서 온 그대》 (SBS) - 현감 1 역
- 《앙큼한 돌싱녀》 (MBC) - 공인중개사 역
- 《12년만의 재회: 달래 된, 장국》 (JTBC) - 진료과장 역
- 《내 딸 금사월》 (MBC)
- 《도둑놈, 도둑님》 (MBC) - 이사장 역
- 《크로스》 (tvN) - 노진태 의원 역
- 《미스터 기간제》 (OCN)
- 《모두의 거짓말》 (OCN)
- 《내일도 승리》 (MBC)

### 시사/ 교양
- 기막힌 이야기 실제상황 (MBN)

### 출연 영화
- 자칼이 온다
- 피아노 맨 - 앵커
- DMZ, 비무장지대 - 북한 참모
- 동백 - 이장

### 더빙 영화
- 그렘린 2 (MBC)
- 팜므 파탈 (SBS) - 수사관(티에리 프레몽)
- 록키 5 (MBC)
- 미션임파서블 (SBS) - 루터 (빙 램스)
- 진주만 (SBS) - 잭슨(릴런드 오서) / 부제독(토머스 아라나)
- 오션스 일레븐 (SBS) - 프랭크 캐튼(버니 맥)
- 신용문객잔 (MBC) - 조소흠 (전쯔단)
- 블랙 라이온 (MBC) - 잭슨 (칼빈 레벨스)
- 호스티지 (MBC) - 마이크 앤더스 (랜스포드 도허티)
- 나쁜 녀석들 2 (MBC) - 흑인(트레바 에티엔느)
- 드림캐쳐 (SBS) - 오웬 (톰 시즈모어)
- 신투첩영 (SBS)
- 투 윅스 노티스 (SBS) - 아빠 / 래리 켈슨 (로버트 클라인)
- 세븐 (SBS) - 형사(대니얼 자카파) / 지문 감식반(알폰스 프리먼)
- 용가리 (KBS)
- 마스크 (SBS) - 도리안의 동료(레그 E. 캐시) / 시장(아이보리 오션)
- 용적심 (SBS)
- 이도공간 (SBS)
- 메달리온 (SBS) - 레스터(황추생)
- 플레전트빌 (SBS)
- 프릭스 (SBS)
- 사이렌스 (SBS)
- 드리븐 (SBS)
- 스크림 3 (SBS) - 스톤 (패트릭 와버튼)
- 빅 마마 하우스 (SBS) - 레스터 베스코 (테렌스 하워드)
- 글래디에이터 (SBS) - 주바 (자이먼 혼수)
- 마이너리티 리포트 (SBS) - 제드 (스티브 해리스)
- 벤허 (SBS) - 마리우스 (잭 호킨스)
- 데스퍼레이트 (SBS)
- 진실 (SBS)
- 폴리스 스토리 4 (SBS) - 방송 앵커(게리 윌킨슨)
- 터미네이터 2 (SBS) - 다이슨 (죠 모튼)
- 리플리컨트 (SBS)
- 파이널 디시즌 (SBS)
- 디어 헌터 (MBC)
- 다이하드2 (SBS) - 그랜트 (존 에이모스)
- 상성 : 상처받은 도시 (MBC) - 최허풍(두문택)
- 사관과 신사 (MBC)
- 애프터 썬셋 (MBC) - 웬델(조엘 맥키넌 밀러) / 스텐의 동료(마이클 보웬) / 헨리의 부하(러셀 혼즈비)
- 쉬즈 더 맨 (MBC) - 선생님(로버트 토티)
- 포 페더스 (MBC)
- 언더월드 (MBC)
- 썬더하트 (MBC)
- 007 네버 다이 (MBC) - 굽타(리키 제이) / 해군 전함 선장(크리스토퍼 보웬)
- 더티 해리 4 - 써든 임팩트 (MBC)
- 롤러볼 (MBC)
- 우나기 (MBC) - 형사(미츠이시 켄)
- 암흑가의 두 사람 (MBC) - 마르셀 (빅토르 라누) 외
- 1408 (MBC) - 제랄드 올린 (사무엘 L. 잭슨)
- 노브레인 레이스 (MBC) - 듀웨인 코디 (세스 그린)
- 빅 히트 (MBC)
- 무인 곽원갑 (MBC) - 진사부 (진지휘)
- 토이즈 (MBC) - 패트릭 (LL 쿨 제이)
- 스타트렉9 : 최후의 반격 (MBC) - 워프 (마이클 돈)
- 스피시즈 (MBC) - 댄 (포레스트 휘태커)
- 리전에어 (MBC) - 루터(애디왈레이 애키누에이아그바제이)
- 식스팩 (MBC) - 감찰관
- 본 콜렉터 (MBC) - 에디 (루이스 구즈만)
- 써머스비 (MBC) - 아이작 판사 (제임스 얼 존스)
- 옹박 - 두 번째 미션 (MBC)
- 콜리야 (SBS)
- 적벽대전 2 (MBC)
- 오보소도 (SBS)
- 베니와 준 (MBC)
- 폴리스 스토리 (MBC) - 검사(소량)
- 더 퀸 (MBC)
- 복제인간의 제국 (MBC)
- 아이 스파이 (MBC)
- 디 아워스 (MBC)
- 나비효과 (MBC) - 닥터 레더필드(너새니얼 드보)
- 투모로우 (MBC)
- 미션 (MBC) - 필딩(리암 니슨)
- 동방불패 (MBC) - 홍장군(장국량) / 영호충의 동료(람해한)
- 화소도 (MBC)
- 어퓨굿맨 (MBC)
- 덴젤 워싱턴의 킬링 머신 (MBC)
- 라스트 모히칸 (MBC)
- 아름다운 비행 (MBC)
- 트루먼 쇼 (MBC)
- 폴리스 아카데미 (MBC)
- 에디 (MBC)
- 이연걸의 정무문 (MBC)
- 블루 데블 (MBC)
- 탑건 (MBC)
- 마이 걸 (MBC)
- 프라이멀 피어 (MBC)
- 빠삐용 (MBC)
- 이너스페이스 (MBC)
- 겨울 전쟁 (MBC)
- 제니퍼 연쇄 살인사건 (MBC) - 서장
- 언터처블 (MBC) - 앤더슨(피터 애일워드)
- 볼링 포 콜럼바인 (MBC)
- 컷스로트 아일랜드 (MBC)
- 패스트 & 퓨리스 (MBC) - 빌킨스 (톰 배리)
- 스타워즈 에피소드 5 (MBC) - 피에트(제러미 벌로치)
- 스타워즈 에피소드 6 (MBC) - 피에트(제러미 벌로치)
- 윌로우 (MBC)
- 라이언 일병 구하기 (MBC) - 힐 하사(폴 지어마티)
- 특전대 네이비 씰 (SBS) - 조종사(그레고리 맥키니)
- 캠퍼스 대소동 (SBS)
- 뱀파이어 해결사 (MBC)
- 패신저 57 (MBC)
- 아스테릭스 2: 미션 클레오파트라 (MBC) - 가이우스(디외도네 음발라) / 바이킹(무스 디우프)
- 엔트랩먼트 (MBC)
- 마지막 보이스카웃 (SBS) - 마이크 매튜스(브루스 맥길)
- 바비 (MBC) - 드웨인(닉 캐넌) / 로빈슨(로런스 피시번)
- 유니버셜 솔져 2: 그 두 번째 임무 (MBC) - 로미오 (빌 골드버그)
- 자칼 (SBS)
- 세 얼간이 (MBC) - 대학 교수(아크윳 폿다르) / 면접관(자얀트 크리팔라니)
- 삼국지 극장판 (CHING) - 순욱
- 크림슨 타이드 (MBC)
- 프리잭 (MBC)
- 공군대전략 (MBC)
- 플래툰(MBC) - 오닐(존 C. 맥긴리)
- 비긴 어게인(MBC) - 교인
- 너티 프로페서(SBS) - TV 방송 진행자(토니 칼린)
- 에이틴 어게인(SBS) - 호튼(버나드 폭스) / 미술 선생님(에모리 바스)
- 4차원의 포로 (SBS) - 앤드류스(게리 브록켓) / 의사(마이클 커리)
- 파워 오브 원 (MBC) - 기대온 두마(알로이스 모요)
- 스나이퍼 (MBC) - 체스터(J. T. 월시)
- 크러쉬 (SBS) - 형사(던컨 프레이저)
- 데몰리션 맨 (SBS) - 경찰(폴 페리)
- 써든 데스 (MBC) - 매스(도리안 헤어우드)
- 악마의 4시 (MBC) - 비행 조종사(장 피에르 오몽)
- 형사 스타크 (MBC) - 디노(밥 홉킨스)
- 은빛 안장 (MBC) -  프래처(도날드 오브라이언)
- 금옥만당 (MBC) - 요리사(로웅)
- 예수라 불리는 아이 (SBS) - 병사(프레데릭 다리)
- 흑인 오르페 (MBC) - 스토커(아데마르 페헤이라 다 시우바)
- 람보(SBS) - 워드(크리스 멀키)
- 리썰 웨폰(MBC) - 마이클 헌세이커(톰 앳킨스)
- 리썰 웨폰 3(MBC) - 스미티(존 나티엠포)
- 로보캅 2(SBS) - 존슨(펠턴 페리)

### 외화
- 넘버스 시즌 2 (SBS)
- 존 그리섬의 의뢰인 (MBC) - 소니
- 스몰빌 (MBC) - 맥킨 타이어
- CSI 뉴욕 (MBC)
- CSI 마이애미 (MBC) - 람보르기니 차주
- 타임 트랙스(SBS) - 칼(제프리 노들링)

## 관련 참고
- 문화방송 성우극회